# District de Thoại Sơn
Thoại Sơn est un district de la province d'An Giang du sud-est du Viêt Nam. 

## Géographie
La superficie de Thoại Sơn est de 456 km². 
Le chef lieu du district est Núi Sập.